# 小行星2054
小行星2054（2054 Gawain）是一颗绕太阳运转的小行星，为主小行星带小行星。该小行星于1960年9月24日发现。
該小行星以亞瑟王傳說的圓桌騎士高文命名。

## 轨道参数
小行星2054的轨道半长轴为2.9629031 UA，离心率为0.104。